# Мирослав Милисављевић
Мирослав Милисављевић – Мирко (Књажевац, 10. јун 1868 — Београд, 30. јул 1929) био је српски и југословенски генерал. Учесник Српско-бугарског рата, Балканских ратова и Првог светског рата. Током Солунског процеса био је председник Великог војног суда.

## Биографија
Рођен је 10. јуна 1868. године у Књажевцу, од оца Јована, окружног благајника и мајке Драге. У породици је било још четворо деце: браћа Борислав, Војислав, Светислав (касније санитетски бригадни генерал Краљевине Југославије), и сестра Вукосава. По завршетку шестог разреда Крагујевачке гимназије ступио је у Војну академију, 1885. године, са 18. класом. Током школовања са прекидом због Српско-бугарског рата напредовао је постепено. Каплар је постао 1886, поднаредник 1887. а наредник 1888. Академију је завршио 10. августа 1888. године. Године 1892, ступио је у Вишу школу Војне академије (4. класа). Њу је завршио 1894, као девети у класи од деветнест питомаца. У периоду од октобра 1901. до октобра наредне године похађао је Михајловску артиљеријску школу гађања у Царском Селу код Петрограда (Русија).

## Официрско напредовање
По окончању Војне академије унапређен у чин артиљеријског потпоручника 10. августа 1888. године. Поручник је постао 26. априла 1893. У чин Капетана 2. класе је унапређен 12. маја 1896, капетан 1. класе је постао 14. маја 1898, мајор 2. августа 1901, потпуковник 29. јуна 1907, пуковник 20. октобра 1912, генерал 29. јуна 1916. и армијски генерал 21. октобра 1923.

## Војна служба
Као редов питомац учествовао је у Српско-бугарском рату, на месту ордонанс-официра команданта 7. пука, под командаом потпуковника Ванлића. После завршетка Ниже школе војне академије, као артиљеријски официр, био је водник батерије у Дунавском, затим у Шумадијском артиљеријском пуку. У јуну 1894. одређен је за вршиоца дужности командира 6. батерије при 2. дивизиону Тимочког артиљеријског пука. Командант 2. дивизиона истог пука постао је 1899. и ову дужност обављао је до одласка у Русију. По повратку из Петрограда одређен је на службу при команди Активне војске, а затим за команданта 1. дивизиона Тимочког артиљеријског пука. На тој дужности остао је до септембра 1903, када је премештен за инспектора артиљерије при Министарству војном.
Потом, од новембра 1903. био је командант 1. дивизиона Дунавског артиљеријског пука и вршилац дужности команданта Тимочког артиљеријског пука. Са овог положаја, у априла 1904. постављен је за референта артиљерије у команди Дринске дивизијске области. У наредном периоду вратио се у трупу, прво, као командант 3. дивизиона Моравског артиљеријског пука, а од септембра 1906. до октобра 1907. као вршилац дужности и командант Брдског артиљеријског пука. Средином октобра те године постављен је за инспректора артиљерије при Министарсвту војном и редовног члана Артиљеријског комитета. Своје артиљеријско знање и искуство преносио је и на друге. Године 1910, организоваоје Артиљеријску школу гађања, у којој је био наставник теорије гађања, као њен управник.

## Балкански, Први светски рат и последње године
У Првом балканском рату 1912—1913. био је командант Нишког градског артиљеријског одреда и командант целокупне тешке артиљерије која је учествовала у борбама код Куманова и Битоља. У наставку рата био је командант целокупне српске артиљерије под Једренима, у саставу бугарске Тунџанске дивизије. У Другом балканском рату, код Видина, командовао је артиљеријом Тимочке дивизије. Током 1913—1914. био је и ађутант главном инспектору целокупне војске, краљу Александру.
У Првом светском рату, до септембра 1914. био је начелник артиљерије 1. армије, а потом, до доласка на Крф, командант Тимочке дивизије 2. позива. На Крфу, ако начелник артиљерије Врховне команде, био је задужен за реорганизацију овог рода. На том положају остао је до јула 1917, када је због болести послат у Швајцарску.
У послератном периоду, уз звање почасног краљевог ађутанта, био је командант 3. армијске области. Као заповедник ове области угушио је арнаутску побуну 1920. године. У марту 1921. постао је командант 2. армијске области. На овог положају остао је до краја септембра 1922, када је стављен на располагање. Већ у новембру исте године, поново је био на месту команданта армијске области, овог пута Прве. Од децембра 1925. постао је члан Војног савета. У фебруару 1927. постављен је за команданта Београда. Није се женио, помагао је и становао са децом покојног брата Боре у Београду.
Преминуо је 30. јула 1929. године. Сахрањен је на Новом гробљу.
Уз поменуте дужности генерал Мирослав Милисављевић је био председник Великог војног суда у Солунском процесу који је потврдио казне пуковнику Драгутину Димитријевићу Апису и његовим друговима. Творац је артиљеријске доктрине, по којој су официри који су одабрали овај род у војсци били школовани у артиљеријском одељењу које је уставновљено 1901. у Војној академији.

## Одликовања

### Домаћа одликовања
- Орден Карађорђеве звезде са мачевима 3. и 4. реда
- Орден Карађорђеве звезде 1. и 2. реда
- Орден белог орла 1. и 2. реда
- Орден Таковског крста 5. реда
- Медаља за војничке врлине
- Споменице ратова: 1885, 1912-1913, 1914-1918.

### Инострана одликовања
- Орден Светог Владимира 4. реда, Русија
- Орден Легије части 2. реда, Француска
- Орден Бата 3. реда, Енглеска
- Орден Леополда 2. реда, Белгија
- Орден Полониа Реститута 1. и 2. реда, Пољска